# Bozontos zsákhordó lepke
A bozontos zsákhordó lepke (barna zsákhordó lepke, Sterrhopterix fusca) a valódi lepkék (Glossata) közé sorolt zsákhordó lepkefélék (Psychidae) családjának egyik, Magyarországon is elterjedt faja.

## Elterjedése, élőhelye
A láperdők, vízparti ligetek lakója.

## Megjelenése
Szárnyának fesztávolsága alig 10 mm. Barnásszürke szárnyai kerekítettek, potroha kicsi. A szárnyatlan nőstény júniustól júliusig feromonokkal csalogatja a hímet, amely a párzás után hamarosan elpusztul. A hímek zsákja nyúlánk, 18-22mm hosszú, a nőstényé rövidebb és szélesebb. A zsákot szabálytalanul rárakott ág- és levéldarabkák borítják. A hernyó feje barna.

## Életmódja
Egy évben egy nemzedéke kel ki úgy, hogy a hernyó telel át, majd májusban bábozódik be. A lepkék nyáron rajzanak és a nőstény két méter magasan elhelyezett zsákjában szaporodnak. A kis hernyók is ebben a zsákban kelnek ki augusztusban, majd kirajzanak, hogy elkészítsék a maguk zsákjait.
A hernyó nyírfákon és égerbokrokon él.